# Miled
Miled, auch Míl [mʴiːlʴ], Míl Espáne, Míl Espáine oder latinisiert Milesius, ist eine Figur der keltischen Mythologie Irlands, mit dem den Goidelen namengebenden Stammvater Goidel Glas (vom kymrischen Gwyddel, „Irländer“, gwydd, „Wald“). Míl Espáne wird hergeleitet vom lateinischen miles hispaniae („Soldat aus Spanien“).
Im Lebor Gabála Érenn gilt Miled als Vorfahre der Gälen, Sohn des Bile (in einer abweichenden Variante als dessen Neffe), Enkel des Bregon, sowie als Nachfahre von Agnomain. Er führt mit seinen Söhnen Éber und Éremón die letzte der Invasionen, nämlich die der Milesier in Irland an, durch die die Túatha Dé Danann ihre Macht über Irland verlieren und sich ins Erdinnere (Síd) oder auf Inseln jenseits des Meeres in die Anderswelt zurückziehen.